# Ässät
Porin Ässät of Ässät (Fins voor azen) is een Finse ijshockeyclub die uitkomt in de SM-liiga. Hun thuisbasis is de Porin jäähalli in Pori. Ze wonnen tweemaal het Fins kampioenschap namelijk in 1971 en in 1978

## Huidige spelers

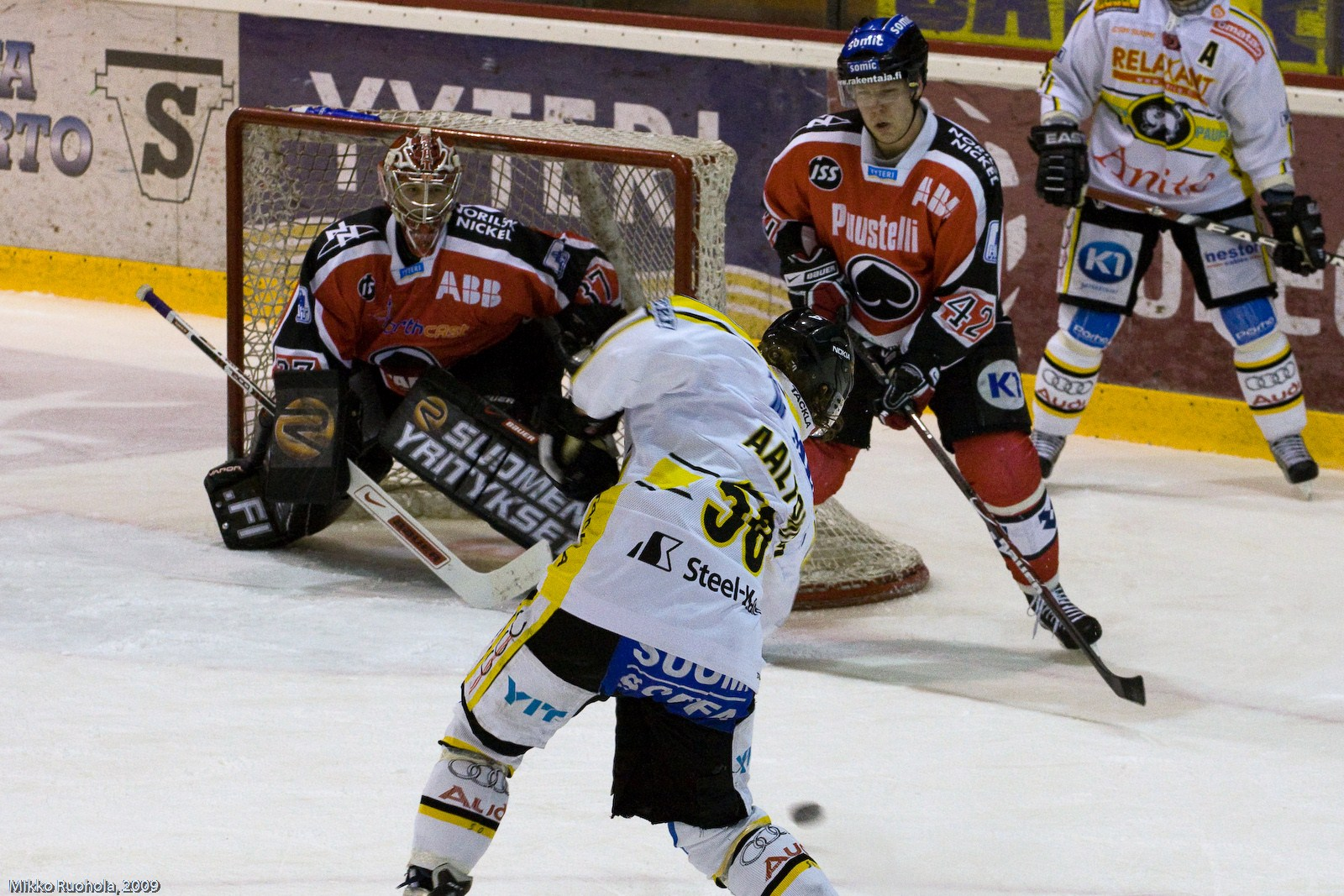
Een wedstrijd tussen Kärpät en Ässät

| Doelverdedigers | Doelverdedigers | Doelverdedigers  | Doelverdedigers | Doelverdedigers | Doelverdedigers     | Doelverdedigers |
| Nummer          | Nationaliteit   | Speler           | Vangt met       | Contract tot    | Geboorteplaats      |                 |
| --------------- | --------------- | ---------------- | --------------- | --------------- | ------------------- | --------------- |
| 30              | FIN             | Juha Järvenpää   | L               | 2012            | Noormarkku, Finland |                 |
| 37              | FIN             | Eero Kilpeläinen | L               | 2011            | Juva, Finland       |                 |

| Verdedigers | Verdedigers   | Verdedigers        | Verdedigers | Verdedigers  | Verdedigers               | Verdedigers |
| Nummer      | Nationaliteit | Speler             | Schiet met  | Contract tot | Geboorteplaats            |             |
| ----------- | ------------- | ------------------ | ----------- | ------------ | ------------------------- | ----------- |
| 7           | FIN           | Jesse Jyrkkiö      | R           | 2012         | Hämeenlinna, Finland      |             |
| 8           | FIN           | Miro Rahkola       | L           | 2011         | Pori, Finland             |             |
| 24          | FIN           | Miko Malkamäki     | L           | 2013         | Kokkola, Finland          |             |
| 26          | CAN           | Ryan Caldwell      | L           | 2011         | Brandon, Manitoba, Canada |             |
| 42          | FIN           | Tero Määttä        | L           | 2011         | Vantaa, Finland           |             |
| 44          | FIN           | Juho Mielonen      | R           | 2012         | Savonlinna, Finland       |             |
| 47          | FIN           | Tapio Sammalkangas | L           | 2011         | Tampere, Finland          |             |
| 52          | FIN           | Ville Uusitalo     | L           | 2013         | Espoo, Finland            |             |
| 78          | SVK           | Kristián Kudroč    | R           | 2012         | Michalovce, Slowakije     |             |

| Aanvallers | Aanvallers    | Aanvallers            | Aanvallers | Aanvallers   | Aanvallers                                   | Aanvallers |
| Nummer     | Nationaliteit | Speler                | Schiet met | Contract tot | Geboorteplaats                               |            |
| ---------- | ------------- | --------------------- | ---------- | ------------ | -------------------------------------------- | ---------- |
| 9          | FIN           | Pasi Salonen          | L          | 2011 (2012)  | Helsinki, Finland                            |            |
| 10         | FIN           | Joel Armia            | R          | 2012         | Pori, Finland                                |            |
| 11         | FIN           | Tuomas Huhtanen       | L          | 2011         | Noormarkku, Finland                          |            |
| 14         | FIN           | Antti Mäkilä          | R          | 2012         | Pori, Finland                                |            |
| 16         | CAN           | Patrick Yetman        | R          | 2011         | St. John's, Newfoundland en Labrador, Canada |            |
| 19         | FIN           | Veli-Matti Savinainen | L          | 2012         | Espoo, Finland                               |            |
| 22         | FIN           | Matti Kuparinen       | R          | 2011         | Pori, Finland                                |            |
| 25         | FIN           | Jesse Laaksonen       | R          | 2012         | Pori, Finland                                |            |
| 31         | FIN           | Mika Niemi            | L          | 2012         | Pori, Finland                                |            |
| 33         | FIN           | Tommi Huhtala         | L          | 2011         | Tampere, Finland                             |            |
| 53         | FIN           | Sami Mutanen          | L          | 2011         | Joensuu, Finland                             |            |
| 67         | SVK           | Tomáš Záborský        | L          | 2011 (2012)  | Banská Bystrica, Slowakije                   |            |
| 72         | FIN           | Severi Sillanpää      | L          | 2012         | Pori, Finland                                |            |
| 77         | FIN           | Aki Uusikartano       | L          | 2013         | Lieto, Finland                               |            |
| 81         | FIN           | Niko Palonen          | R          | 2012         | Pori, Finland                                |            |
| 91         | FIN           | Tuomas Santavuori     | L          | 2011 (2012)  | Lahti, Finland                               |            |